# Reformierte Kirche (Neermoor)

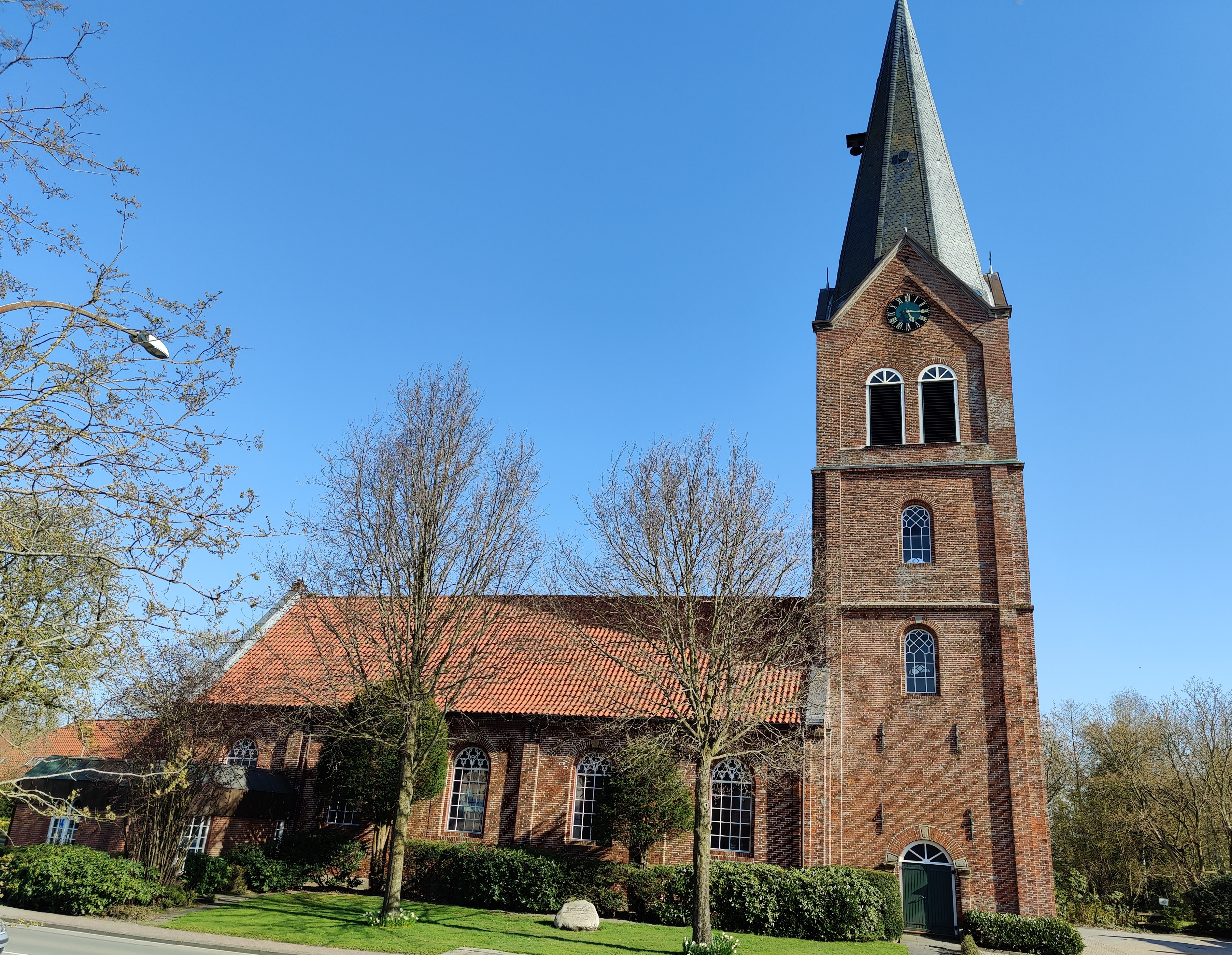
Reformierte Kirche Neermoor

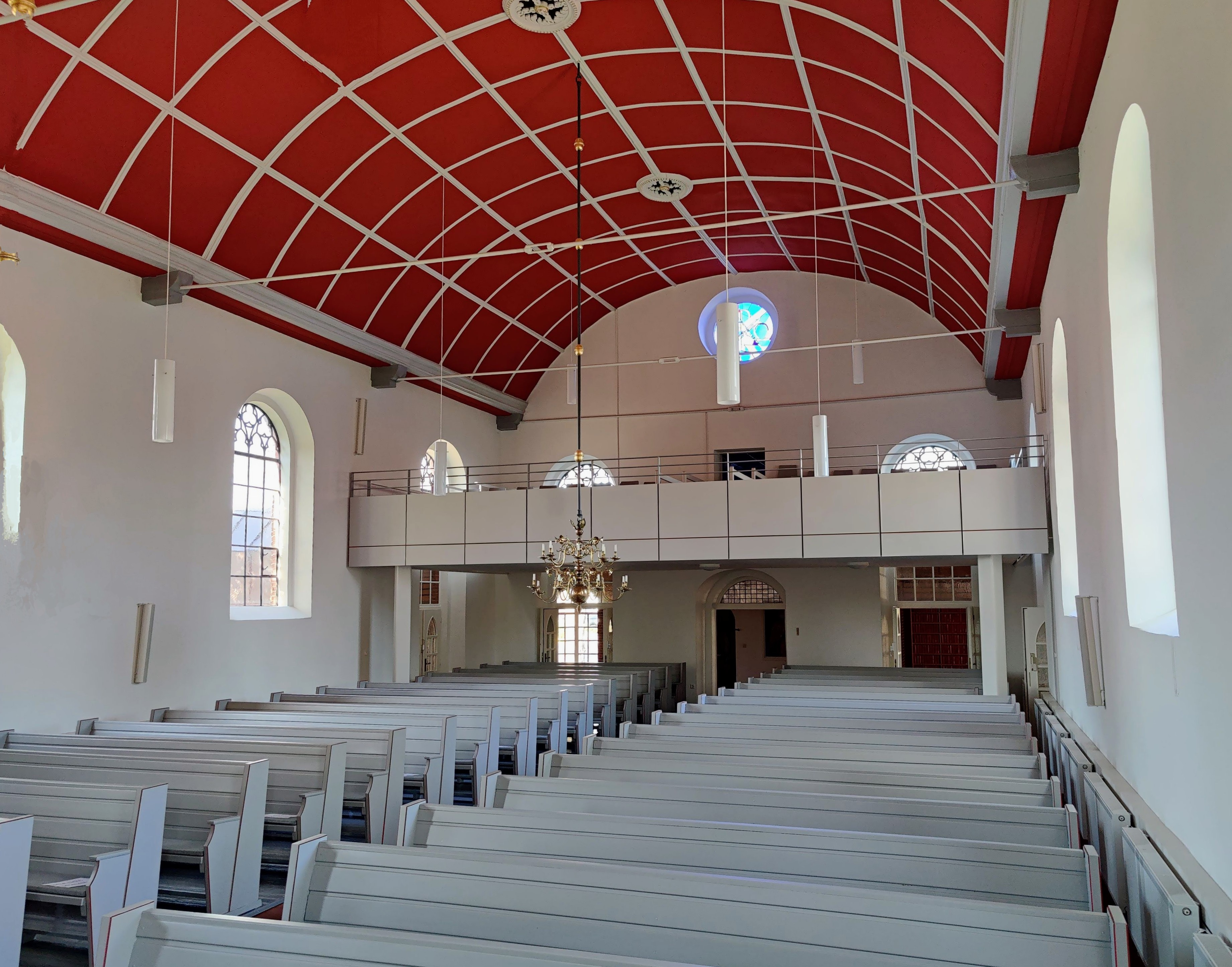
Innenraum, rückwärtiger Teil

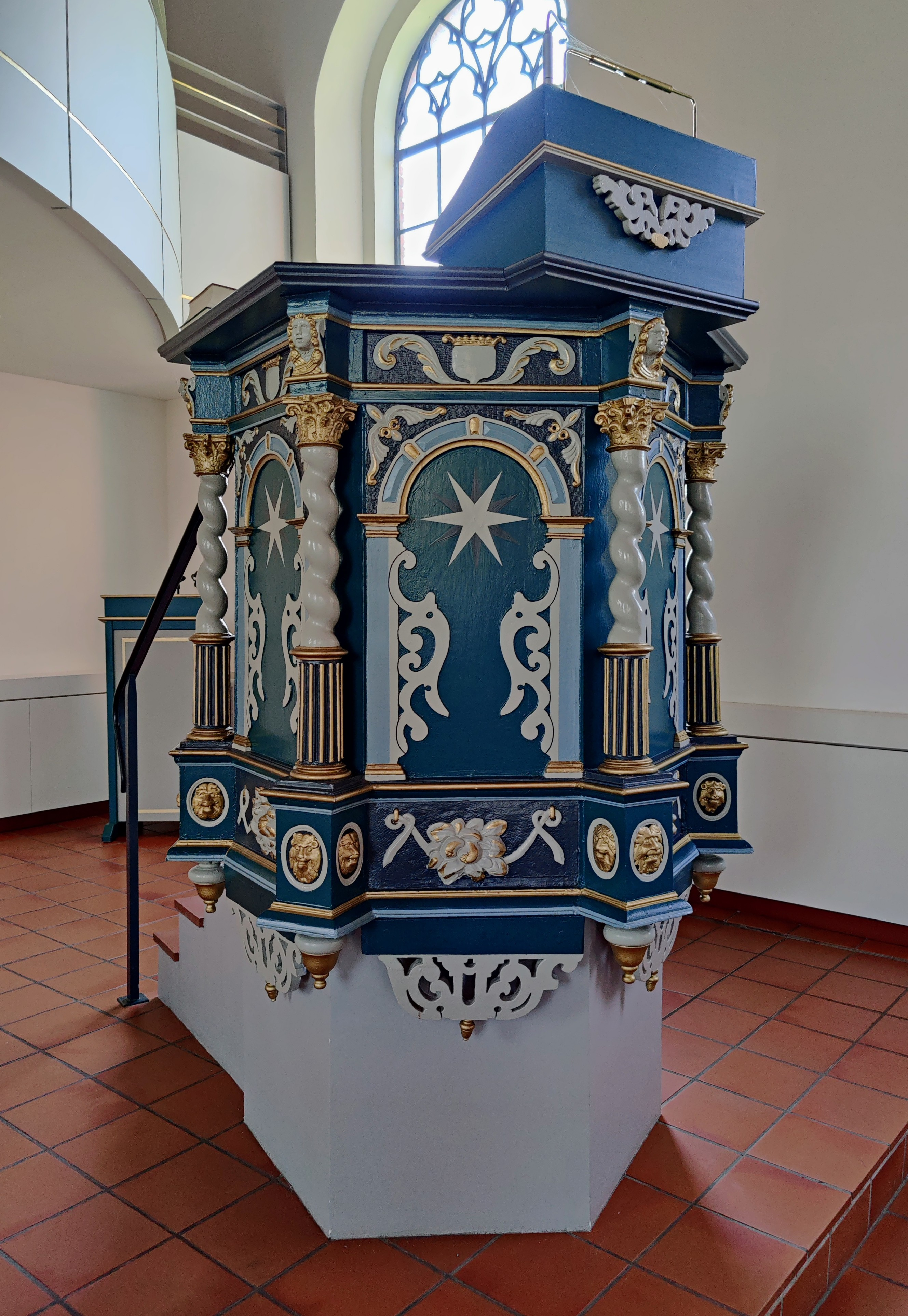
Kanzel

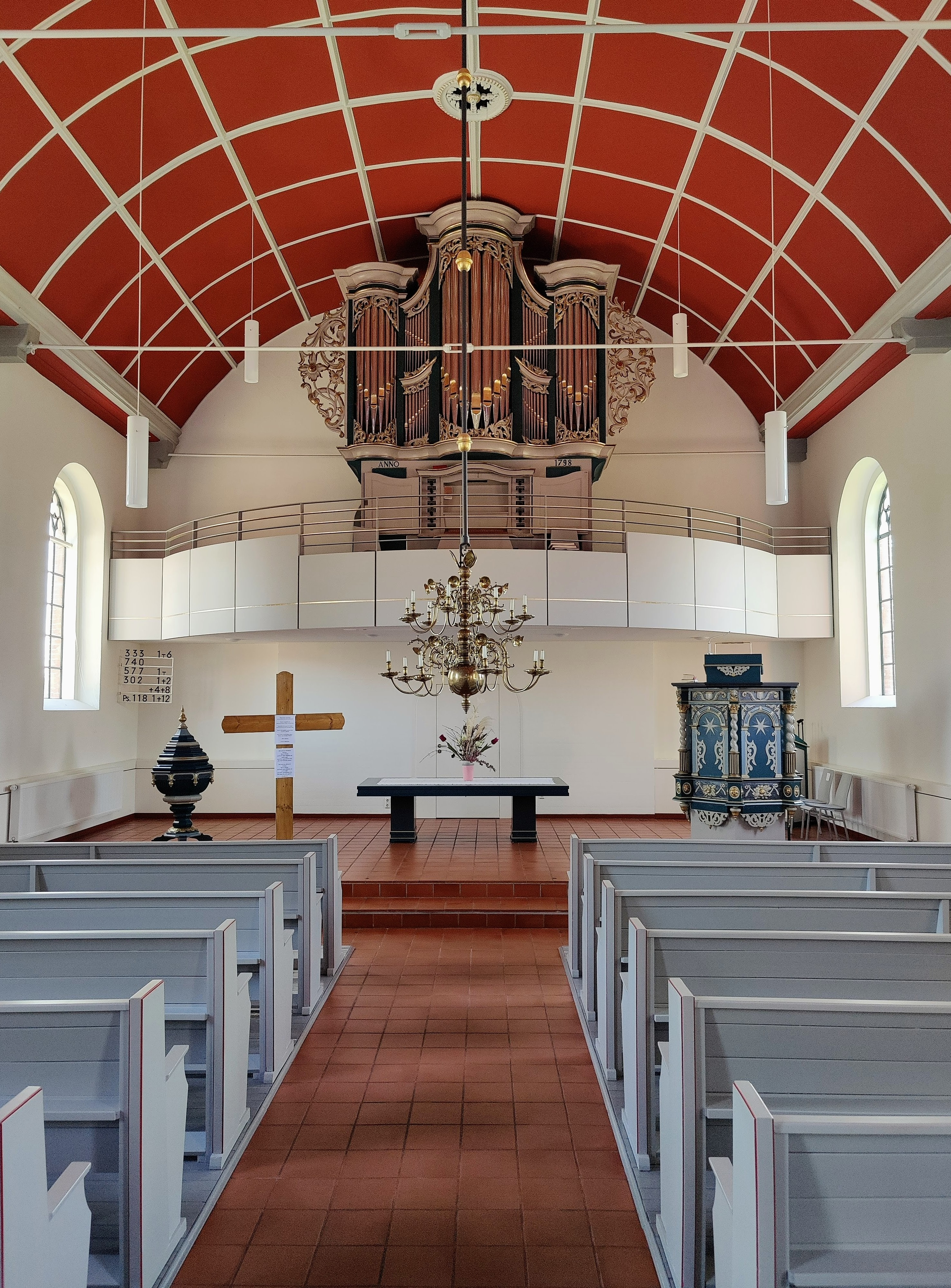
Innenraum

Die Reformierte Kirche in Neermoor, einem Ortsteil der ostfriesischen Gemeinde Moormerland, wurde im Jahr 1797 erbaut.

## Geschichte
Die erste Kirche von Neermoor wurde im Jahr 1422 abseits des Dorfkerns auf einem Hügel am alten Friedhof errichtet. In einer kleinen Kapelle in der Süderstraße fanden die Gottesdienste statt, wenn die Kirche auf dem Friedhof im Winter unzugänglich war.
Im 18. Jahrhundert beschloss die Gemeinde, einen besser erreichbaren Neubau im Dorfkern zu errichten. Zur Finanzierung wurde das Material der alten Kirche verkauft und Bürger des Ortes warben in Ostfriesland um Spenden. Zur weiteren Finanzierung verzichtete der damalige Pastor Christian Carl Clinge auf die Besetzung einer zweiten Pfarrstelle und versah den Dienst 21 Jahre lang alleine (1787–1808). Seit 1965 hat die Gemeinde zusammen mit Terborg nur noch eine Pfarrstelle, als Rorichmor und Neermoorpolder eine eigenständige Gemeinde gründeten.
Im Jahr 1794 wurde die alte Kirche am Friedhof abgerissen und der Bau der heutigen Kirche begonnen. Die Gottesdienste wurden übergangsweise in der Friedhofskapelle abgehalten. Im Jahr 1797 war der Bau der Kirche abgeschlossen, so dass auch die Kapelle abgerissen werden konnte. 1875 wurde der ursprünglich 33 Meter hohe Glockenturm um 12 Meter erhöht.

## Baubeschreibung
Das Gebäude ist als rechteckige Saalkirche mit Satteldach konzipiert. Große rundbogige Fenster an den Langseiten, die durch Lisenen gegliedert werden, versorgen das Innere mit Licht. Im Ostgiebel findet sich zudem ein rundes Fenster. Ein Vorbau an der Ostseite dient als Foyer.
Der Westturm auf quadratischem Grundriss wird durch Gesimse in drei unterschiedlich hohe Geschosse unterteilt. Er weist Rundbogenfenster und paarweise rundbogige Schallarkaden auf. Er wird durch einen Oktogon-Spitzhelm abgeschlossen, der aus von Turmknauf, Kreuz und Wetterhahn bekrönt wird.

## Ausstattung
Der schlicht gestaltete Innenraum wird durch ein hölzernes Tonnengewölbe gedeckt.
Aus dem Vorgängerbau wurde lediglich die sechseckige Kanzel übernommen. Sie wurde vermutlich von Frerick Albers mit Schnitzwerk und gedrehten Ecksäulen geschaffen. Sie steht heute frei auf einem kleinen gemauerten Podest in der Nordwestecke und ist nicht an der Wand angebracht.
Vor der Westempore mit der Orgel stehen der Abendmahlstisch und ein hölzernes Taufbecken von 1862. Die Ostempore ist neueren Datums.

## Orgel
Die Orgel der Kirche steht auf der Ostempore der Kirche und wurde in den Jahren 1796 bis 1798 von dem Wittmunder Orgelbaumeister Hinrich Just Müller erbaut. Das Instrument verfügt über elf Register mit angehängtem Pedal. Im Jahre 1970 wurde es durch die Firma Orgelbau Gebrüder Reil aus Heerde und 1995 durch Winold van der Putten und Berend Veger aus Winschoten restauriert. Dabei blieben ein großer Teil des originalen Pfeifenwerks, die Windlade und ein Teil der Klaviatur erhalten.
| I Manual C–d3 |               |     |
| 1.            | Bourdon       | 16′ |
| 2.            | Principaal    | 8′  |
| 3.            | Gedact        | 8′  |
| 4.            | Flaut travers | 8′  |
| 5.            | Octav         | 4′  |
| 6.            | Roorfluit     | 4′  |
| 7.            | Nassat        | 3′  |
| 8.            | Octav         | 2′  |
| 9.            | Gemshoorn     | 2′  |
| 10.           | Mixtur IV     |     |
| 11.           | Trompete B/D  | 8′  |
|               | Tremulant     |     |

| Pedal C–d1 |
| angehängt  |

## Glocken
Aus dem Turm erklingt ein sehr melodisches Dreiergeläut aus Bronzeglocken der Glockengießerei Rincker. Die mittlere und älteste Glocke (cis') wurde 1892 durch F. W. Rincker gegossen. Die große Glocke (h°) entstand 1984 und die kleine Glocke (e') wurde 2001 ergänzt. Das Geläut fällt durch die etwas verzogene Schlagtonlinie auf.